# Chiwetel Ejiofor
Chiwetel Umeadi Ejiofor; IPA: [tʃuwɛtəl ɛdʒəfɔː] (ur. 10 lipca 1977 w Londynie) – brytyjski aktor, reżyser i scenarzysta pochodzenia nigeryjskiego. Laureat szeregu nagród, w tym Nagrody Brytyjskiej Akademii Filmowej i Nagrody Laurence Olivier'a (Laurence Olivier Award). Był także wielokrotnie nominowany do Oscara, Primetime Emmy i Złotego Globu. Za swoje zasługi dla sztuki został odznaczony Orderem Imperium Brytyjskiego – 2008 r. klasy Oficer (OBE), w 2015 r. klasy Komandor (CBE).

## Życiorys

### Dzieciństwo
Urodził się w Forest Gate w London Borough of Newham. Jego rodzice pochodzili z grupy etnicznej Ibo i mieli medyczne wykształcenie – ojciec był lekarzem, matka – farmaceutką. W 1988, kiedy miał 11 lat, podczas rodzinnej podróży do Nigerii na wesele, on i jego ojciec jechali do Lagos po uroczystościach, kiedy ich samochód zderzył się z ciężarówką. Jego ojciec zginął, a Ejiofor został ciężko ranny i miał blizny, które pozostały na jego czole.

### Kariera aktorska
Uczęszczał do Dulwich Prep London (znanej wówczas jako Dulwich College Preparatory School), gdzie występował w szkolnych przedstawieniach, m.in. w Hamlecie jako grabarz. Kontynuował aktorstwo w Dulwich College i wstąpił do Narodowego Teatru Młodzieży. Dostał się do London Academy of Music and Dramatic Art, ale wyjechał po pierwszym roku, po otrzymaniu roli jako Ensign Covey w dramacie historycznym Stevena Spielberga Amistad (1997).
We wrześniu 1995 zagrał tytułową rolę w tragedii szekspirowskiej Otello w Bloomsbury Theatre, a w 1996 w Theatre Royal w Glasgow. W biograficznym dramacie telewizyjnym HBO Śmiertelna podróż (Deadly Voyage, 1996) wystąpił jako Ebow u boku Omara Eppsa i Jossa Acklanda. Następnie wziął udział w brytyjskich produkcjach takich jak muzyczny film Czas Greenwich (G:MT - Greenwich Mean Time 1999), komediodramat To był wypadek (2000) z Thandie Newton, dreszczowiec Stephena Frearsa Niewidoczni (2002) z Audrey Tautou i serial BBC One Trust (2003) w roli utalentowanego prawnika Ashleya Cartera.
Wystąpił w roli Petera, męża Juliet (Keira Knightley) w świątecznej komedii romantycznej Richarda Curtisa To właśnie miłość (2003). Pojawił się jako Frank Wills w komediodramacie Spike’iem Lee Ona mnie nienawidzi (2004). Zagrał jedną z głównych ról w komediodramacie Woody’ego Allena Melinda i Melinda (2004) jako Ellis Moonsong i dramacie Toma Hoopera Czerwony pył (Red Dust, 2004) z Hilary Swank jako Alex Mpondo. Ponownie spotkał się ze Spike’iem Lee na planie filmu sensacyjnego Plan doskonały (2006), gdzie zagrał postać detektywa Billa Mitchella u boku Denzela Washingtona, Jodie Foster, Clive’a Owena i Willema Dafoe.
Po występie w filmie Davida Mameta Mistrz (Redbelt, 2008) w roli Mike’a Terry’ego, instruktora brazylijskiego jiu-jitsu, znalazł się w obsadzie apokaliptycznego dreszczowca Rolanda Emmericha 2012 (2009) oraz dreszczowca Phillipa Noyce’a Salt (2010) z Angeliną Jolie i Danielem Olbrychskim.
W 2019 roku użyczył głosu złowrogiemu lwu Skazie w filmie Król lew.
W 2025 zagrał nauczyciela w Bridget Jones: Szalejąc za facetem (Bridget Jones: Mad About the Boy).

### Reżyser i scenarzysta
W 2008 zadebiutował jako reżyser i scenarzysta filmu krótkometrażowego Slapper. W 2013 stworzył kolejną krótkometrażówkę - Columbite Tantalite. 
W 2019 stworzył swój pierwszy film pełnometrażowy O chłopcu, który ujarzmił wiatr (The Boy Who Harnessed the Wind). Pięć lat później pojawiło się jego kolejne dzieło, Rob Peace.

## Filmografia
- Śmiertelna podróż (Deadly Voyage(inne języki), 1996) jako Ebow
- Amistad (1997) jako Ensign Covey
- Czas Greenwich (GM-T: Greenwich Mean Time(inne języki), 1999) jako Rix
- To był wypadek (It was an Accident(inne języki), 2000) jako Nicky Burkett
- Mind Games(inne języki) (2001) jako Tyler Arnold
- My Friend Soweto (2001) jako Soweto
- Niewidoczni (Dirty Pretty Things, 2002) jako Okwe
- To właśnie miłość (Love Actually, 2003) jako Peter
- Opowieści kanterberyjskie (2003) jako Paul
- Trzy ślepe myszki (Three blind mice, 2003) jako Mark Hayward
- Twelfth Night, or What You Will (2003) jako Orsino
- Trust (2003) jako Ashley Carter
- Czerwony pył (Red Dust, 2004) jako Alex Mpondo
- Melinda i Melinda (Melinda and Melinda, 2004) jako Ellis
- Ona mnie nienawidzi (She Hate Me, 2004) jako Frank Wills
- Serenity (2005) jako Tajny agent
- Kozaczki z pieprzykiem (Kinky Boots, 2005)
- Czterej bracia (Four Brothers, 2005) jako Victor Sweet
- Ludzkie dzieci (Children of Men, 2006) jako Luke
- Plan doskonały (Inside Man, 2006) jako detektyw Bill Mitchell
- Talk To Me (2007) jako Dewey Hughes
- Tonight at Noon (2007) jako Lee / Evans
- Amerykański gangster (American Gangster, 2007) jako Huey Lucas
- 2012 (2009) jako Adrian Helmsley
- Salt (2010) jako Peabody
- Zniewolony (12 Years a Slave[2], 2013) jako Solomon Northup (nominowany do Oscara)
- Marsjanin (The Martian, 2015) jako Venkat Kapoor
- Doktor Strange[2] (2016) jako Karl Mordo
- Maria Magdalena (Mary Magdalene, 2018) jako Piotr
- Król lew (The Lion King , 2019) jako Skaza (głos)
- Czarownica 2 (Maleficent: Mistress of Evil, 2020) jako Conall
- The Old Guard[2] (2020) jako Copley
- Doktor Strange w multiwersum obłędu (Doctor Strange in the Multiverse of Madness, 2022) jako Karl Mordo
- Venom 3: Ostatni taniec (Venom: The Last Dance[2], 2024) jako Strickland
- Bridget Jones: Szalejąc za facetem (Bridget Jones: Mad About the Boy, 2025) jako pan Walliker